# Arcipelago Recherche
L'arcipelago Recherche (in inglese Recherche Archipelago o Archipelago of the Recherche) è un gruppo di circa un centinaio di isole situate nell'oceano Indiano al largo della costa sud dell'Australia Occidentale, a sud della città di Esperance, nella regione di Goldfields-Esperance. Le isole appartengono alla Local government area della contea di Esperance.
Le isole si trovano in un'area di 230 km (est-ovest) per 50 km che copre circa 4 000 km². Parte di esse costituiscono un'area protetta (Esperance and Recherche Parks and Reserves).

## Geografia
L'arcipelago comprende 105 isole (classificate come tali) e oltre 1500 tra isolotti e scogli per un'area complessiva di 97,2 km². Le isole sono generalmente composte da affioramenti granitici, spesso con pendenze ripide e in genere prive di spiagge. Middle Island, con la sua superficie di 10,8 km², è la più grande isola dell'arcipelago; solo Woody Island è aperta ai visitatori.
Le isole sono solitamente considerate divise in due gruppi: il gruppo occidentale, vicino a Esperance, Woody Island e al Parco nazionale di Cape Le Grand, e il gruppo orientale, dove emerge Middle Island, vicino al Parco nazionale di Cape Arid.

### Isole principali

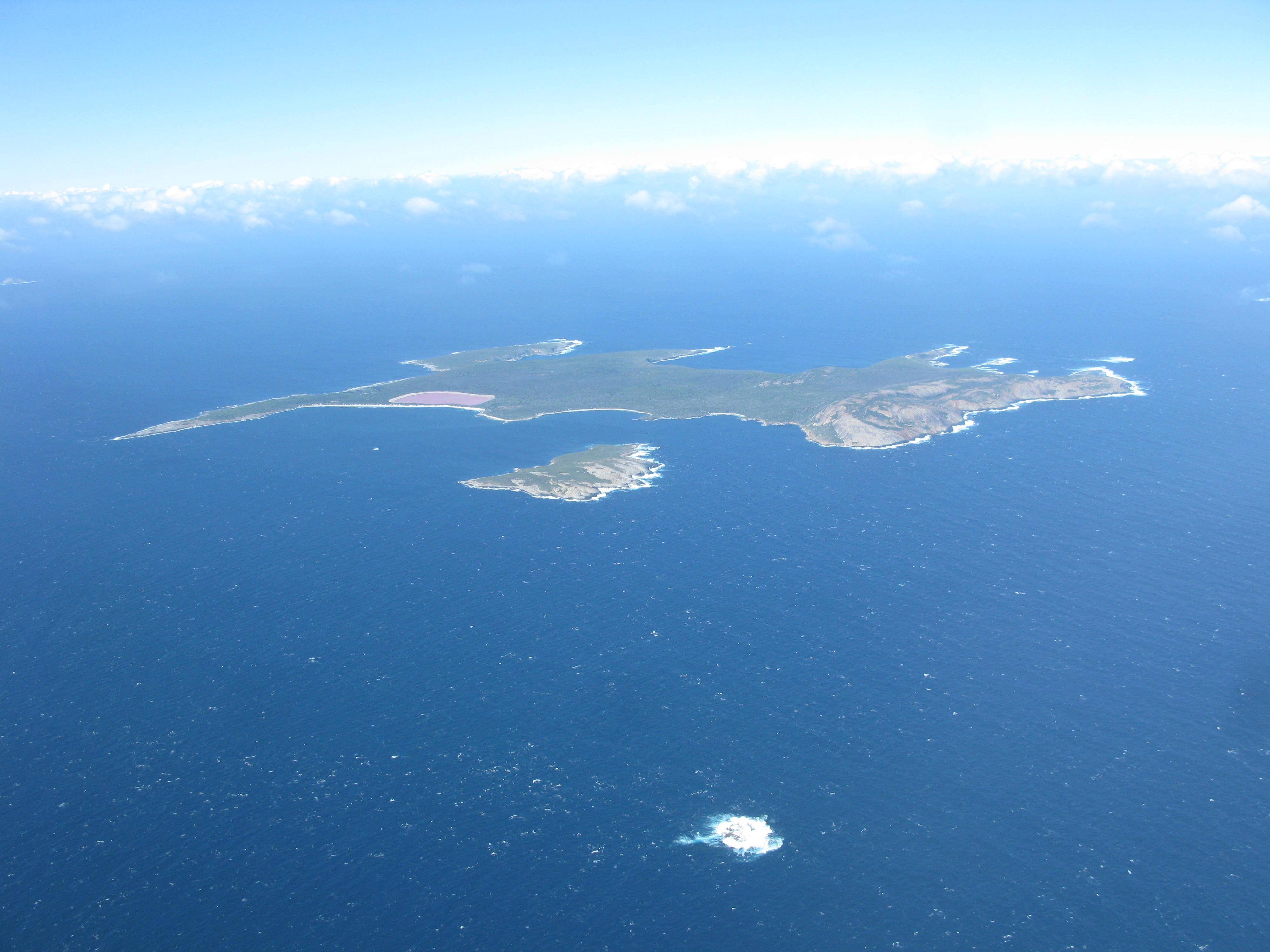
Goose Island e Middle Island

- Barrier Island, punto di sosta del leone marino australiano 33°58′48″S 123°08′13″E.
- Ben Island, ha un'area di 0,55 km² e ospita 5000 coppie di berta codacorta[5]; sull'isola sono state fatte ricerche scientifiche.[6] 33°54′00″S 122°45′13″E.
- Cooper Island, sito di riproduzione del leone marino australiano e dell'otaria orsina meridionale 34°13′55″S 123°36′22″E.
- Figure of Eight island, ha una superficie di 2,83 km²[5]; presenta 150 nidi di berta codacorta 34°01′37″S 121°36′25″E.
- Forrest Island, ha un'area di 0,2 km² e ospita 100 coppie di berta piedicarnicini[5][7] 33°54′59″S 122°42′38″E.
- Middle Island, l'isola maggiore su cui è presente un lago rosa, il Lago Hillier.
- Mondrain Island, ha una superficie di 7,87 km²[5], il suo punto più alto è Baudin Peak[1] (222 m). Supporta una popolazione di wallaby delle rocce dai fianchi neri, di wallaby delle rocce delle Recherche e di Rattus fuscipes[5]. Sono presenti numerose le  berte piedicarnicini[5] 34°08′14″S 122°14′45″E.
- North Twin Peaks Island, isola di forma allungata, misura 5 km in lunghezza[8]; supporta una piccola popolazione di wallaby tammar[9] e di Rattus fuscipes[5] 33°59′27″S 122°50′18″E.
- Observatory Island, ha una superficie di 1 km² e supporta 20-30 coppie di pinguino minore blu[5]. Il capitano Bruni d'Entrecasteaux e il capitano Huon de Kermadec si rifugiarono sul lato sottovento di quest'isola, nel 1792, durante una forte tempesta, con le loro navi, la Recherche e l'Espérance. Installarono un osservatorio sull'isola durante i lavori di mappatura di Esperance Bay. Il capitano d'Entrecasteaux decise di dare alla baia il nome della prima nave che vi era entrata: l'Espérance.[1] 33°55′27″S 121°47′31″E.
- Salisbury Island, ha una superficie di 3,2 km²[1]; ospita l'otaria orsina del Capo e l'otaria orsina meridionale; supporta anche una popolazione di wallaby delle rocce dai fianchi neri e di Rattus fuscipes[5] 34°21′39″S 123°33′01″E.
- Sandy Hook, ha un'area di 2,85 km²; ospita molte berte piedicarnicini[5] 34°02′04″S 121°59′32″E.
- Taylor Island, un sito di riproduzione per il leone marino australiano 33°55′15.49″S 122°52′21.59″E.

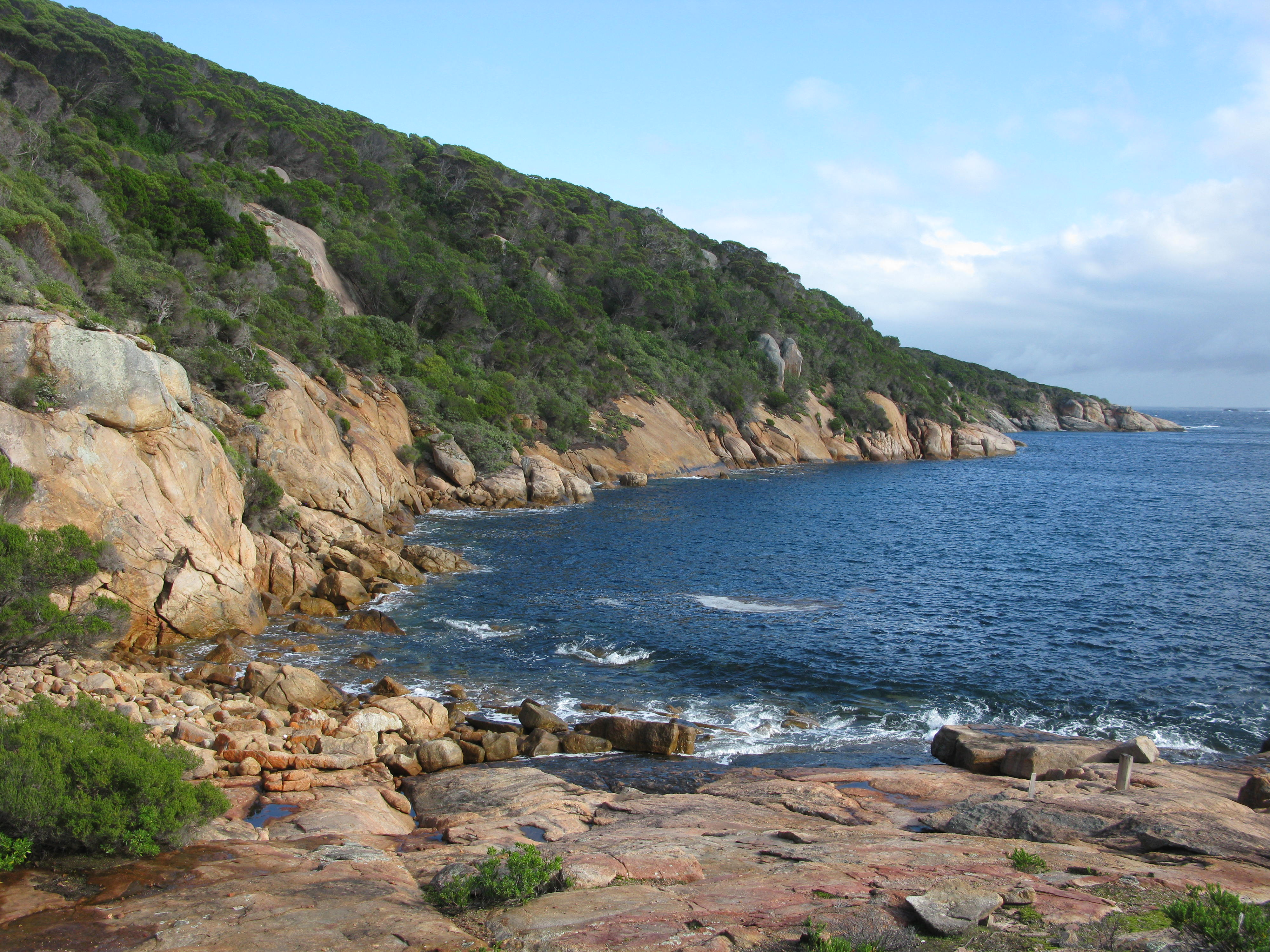
Woody Island

* Westall Island, ha un'area di 0,7 km²; supporta una popolazione di wallaby delle rocce dai fianchi neri e di wallaby delle rocce delle Recherche 34°04′50″S 122°58′03″E.
- Wilson Island, ha un'area 0,9 km²[1]; supporta una popolazione di wallaby delle rocce dai fianchi neri e di wallaby delle rocce delle Recherche 34°06′57″S 121°59′40″E.
- Woody Island, si trova a 15 km dalla città di Esperance ed è la sola isola aperta al pubblico.  Ha una superficie di 1,88 km²[5] 33°57′43″S 122°00′40″E.

## Storia
Si pensa che gli indigeni australiani abbiano abitato in alcune isole almeno 13.000 anni fa. Gli archeologi hanno trovato antichi manufatti sull'isola di Salisbury, in grandi grotte di granito.
Le isole divennero note agli europei quando François Thijssen e Pieter Nuyts, navigando sulla nave della Compagnia olandese delle Indie orientali (VOC]) 't Gulden Zeepaert (Il cavalluccio marino d'oro), tracciarono la costa nel 1627.
Anche George Vancouver attraversò  l'arcipelago durante la sua spedizione sulla HMS Discovery, nel 1791. 

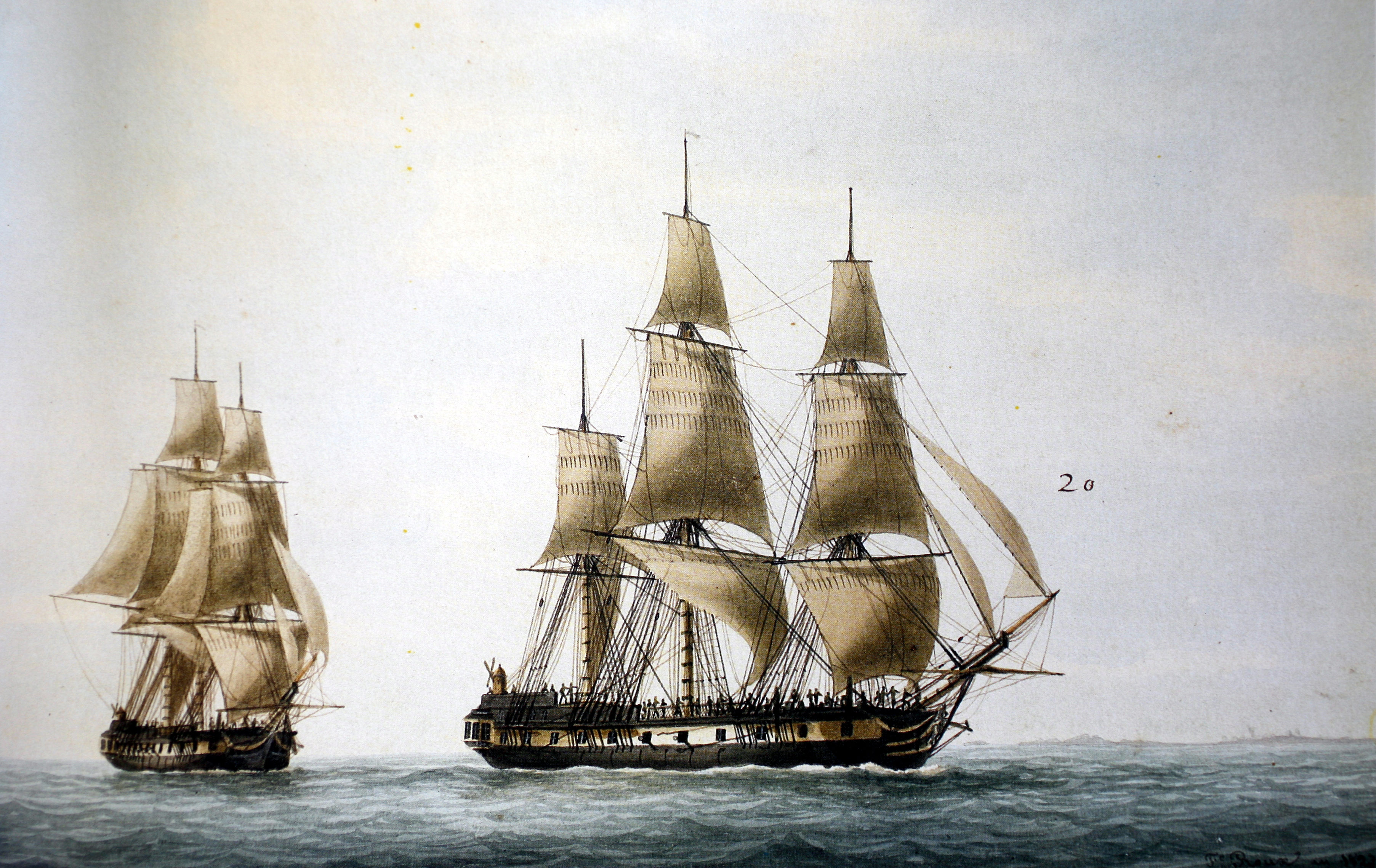
la Recherche e lEsperance (1827).

L'arcipelago fu chiamato Archipel de la Recherche dal navigatore Antoine d'Entrecasteaux nel 1792, durante la spedizione francese alla ricerca dello scomparso esploratore Jean-François de La Pérouse. Il nome viene da una delle navi dell'ammiragliato, la Recherche, mentre l'insenatura di Esperance Bay, che si trova a est di Esperance, ha preso il nome dell'altra nave, appunto l'Esperance.
Matthew Flinders fu il primo a esplorare e tracciare le isole dell'arcipelago nel 1802 durante il suo viaggio sulla Investigator.